# María Obelleiro Hermida
María Obelleiro Hermida (Arcade, Soutomaior, 4 d'abril de 1985) és una periodista gallega. Després de dirigir Sermos Galiza és d'ençà del gener de 2020 la directora de Nós Diario. Va guanyar el Premi Johán Carballeira de periodisme en 2016-2017, amb el reportatge titulat O apartheid sanitario na Galiza.
A partir del 20 de setembre del 2020 participa conjuntament amb el periodista basc Martxelo Otamendi i el valencià Vicent Partal a la rúbrica de Cartes creuades de Vilaweb.
A Galícia és l’única directora dona d’un diari en paper.